# Supercopa Sudamericana 1997
Navigation
Édition précédente
La Supercopa Sudamericana 1997 est la 10e et dernière édition de la Supercopa Sudamericana. La compétition, réservée aux anciens vainqueurs de la Copa Libertadores, a été remportée par le club argentin du CA River Plate.

## Participants
17 clubs participent à la Supercopa Sudamericana 1997 en tant qu'anciens vainqueurs de la Copa Libertadores. Le CR Vasco da Gama y participe en tant qu'ancien vainqueur du championnat sud-américain des clubs champions de football de 1948, épreuve qui fut officiellement reconnue par la CONMEBOL en 1996.
| - CA Boca Juniors - CA Independiente - CA Vélez Sársfield - CA River Plate - Racing Club - Estudiantes de La Plata | - Grêmio Porto Alegre - Santos FC - CR Vasco da Gama - Cruzeiro EC - São Paulo FC - CR Flamengo | - CSD Colo Colo - Atlético Nacional - Club Olimpia - Nacional Montevideo - CA Peñarol |

## Tour préliminaire
Trois équipes se rencontrent lors d'un mini-championnat avec matchs aller-retour. CR Vasco da Gama et CA Peñarol terminent aux deux premières places et se qualifient pour la phase de groupe.
| Rang | Équipe              | Pts | J | G | N | P | Bp | Bc | Diff |  | Résultats (▼ dom., ► ext.) |     |     |     |
| ---- | ------------------- | --- | - | - | - | - | -- | -- | ---- |  | -------------------------- | --- | --- | --- |
| 1    | CR Vasco da Gama    | 7   | 4 | 2 | 1 | 1 | 5  | 4  | +1   |  | CR Vasco da Gama           |     | 3-1 | 1-0 |
| 2    | CA Peñarol          | 5   | 4 | 1 | 2 | 1 | 6  | 7  | -1   |  | CA Peñarol                 | 1-1 |     | 2-2 |
| 3    | Nacional Montevideo | 4   | 4 | 1 | 1 | 2 | 5  | 5  | 0    |  | Nacional Montevideo        | 2-0 | 1-2 |     |

## Phase de groupe
Les 16 clubs restants en course sont répartis en quatre groupes. Le vainqueur de chaque groupe se qualifie pour les demi-finales.

### Groupe 1
| Rang | Équipe           | Pts | J | G | N | P | Bp | Bc | Diff |  | Résultats (▼ dom., ► ext.) |     |     |     |     |
| ---- | ---------------- | --- | - | - | - | - | -- | -- | ---- |  | -------------------------- | --- | --- | --- | --- |
| 1    | CSD Colo Colo    | 11  | 6 | 3 | 2 | 1 | 12 | 9  | +3   |  | CSD Colo Colo              |     | 4-2 | 2-0 | 2-1 |
| 2    | Cruzeiro EC      | 9   | 6 | 3 | 0 | 3 | 9  | 10 | -1   |  | Cruzeiro EC                | 2-0 |     | 2-1 | 2-1 |
| 3    | CA Independiente | 8   | 6 | 2 | 2 | 2 | 9  | 9  | 0    |  | CA Independiente           | 2-2 | 3-1 |     | 2-1 |
| 4    | CA Boca Juniors  | 5   | 6 | 1 | 2 | 3 | 7  | 9  | -2   |  | CA Boca Juniors            | 2-2 | 1-0 | 1-1 |     |

### Groupe 2
| Rang | Équipe             | Pts | J | G | N | P | Bp | Bc | Diff |  | Résultats (▼ dom., ► ext.) |     |     |     |     |
| ---- | ------------------ | --- | - | - | - | - | -- | -- | ---- |  | -------------------------- | --- | --- | --- | --- |
| 1    | São Paulo FC       | 11  | 6 | 3 | 2 | 1 | 15 | 8  | +7   |  | São Paulo FC               |     | 1-0 | 4-1 | 5-1 |
| 2    | CR Flamengo        | 10  | 6 | 3 | 1 | 2 | 10 | 7  | +3   |  | CR Flamengo                | 3-2 |     | 3-3 | 0-1 |
| 3    | Club Olimpia       | 6   | 6 | 1 | 3 | 2 | 6  | 9  | -3   |  | Club Olimpia               | 0-0 | 0-1 |     | 1-0 |
| 4    | CA Vélez Sársfield | 5   | 6 | 1 | 2 | 3 | 6  | 13 | -7   |  | CA Vélez Sársfield         | 3-3 | 0-3 | 1-1 |     |

### Groupe 3
| Rang | Équipe           | Pts | J | G | N | P | Bp | Bc | Diff |  | Résultats (▼ dom., ► ext.) |      |     |     |     |
| ---- | ---------------- | --- | - | - | - | - | -- | -- | ---- |  | -------------------------- | ---- | --- | --- | --- |
| 1    | CA River Plate   | 15  | 6 | 5 | 0 | 1 | 17 | 9  | +8   |  | CA River Plate             |      | 5-1 | 3-2 | 3-2 |
| 2    | CR Vasco da Gama | 10  | 6 | 3 | 1 | 2 | 9  | 12 | -3   |  | CR Vasco da Gama           | 0-2a |     | 2-1 | 1-1 |
| 3    | Santos FC        | 7   | 6 | 2 | 1 | 3 | 11 | 12 | -1   |  | Santos FC                  | 2-1  | 1-2 |     | 3-2 |
| 4    | Racing Club      | 2   | 6 | 0 | 2 | 4 | 11 | 15 | -4   |  | Racing Club                | 2-3  | 2-3 | 2-2 |     |

a : Match arrêté à la 70e minute après un jet de pierre sur un juge de touche.

### Groupe 4
| Rang | Équipe                  | Pts | J | G | N | P | Bp | Bc | Diff |  | Résultats (▼ dom., ► ext.) |     |     |     |     |
| ---- | ----------------------- | --- | - | - | - | - | -- | -- | ---- |  | -------------------------- | --- | --- | --- | --- |
| 1    | Atlético Nacional       | 10  | 6 | 3 | 1 | 2 | 9  | 7  | +2   |  | Atlético Nacional          |     | 1-0 | 2-0 | 3-1 |
| 2    | CA Peñarol              | 8   | 6 | 2 | 2 | 2 | 10 | 10 | 0    |  | CA Peñarol                 | 3-1 |     | 2-2 | 3-2 |
| 3    | Estudiantes de La Plata | 8   | 6 | 2 | 2 | 2 | 8  | 8  | 0    |  | Estudiantes de La Plata    | 1-0 | 3-1 |     | 0-0 |
| 4    | Grêmio Porto Alegre     | 6   | 6 | 1 | 3 | 2 | 9  | 11 | -2   |  | Grêmio Porto Alegre        | 2-2 | 1-1 | 3-2 |     |

## Phase finale à élimination directe
Les vainqueurs des quatre groupes se rencontrent en matchs aller-retour à élimination directe. Les rencontres ont lieu du 6 novembre au 17 décembre 1997. Le club argentin du CA River Plate remporte le titre en battant en finale les Brésiliens du São Paulo FC.
|  | Demi-finales          | Demi-finales   | Demi-finales |                       |   | Finale | Finale | Finale |  |
|  |                       |                |              |                       |   |        |        |        |  |
|  | 6 et 27 novembre 1997 |                |              |                       |   |        |        |        |  |
|  |                       |                |              |                       |   |        |        |        |  |
|  | São Paulo FC          | 3              | 1            |                       |   |        |        |        |  |
|  | São Paulo FC          | 3              | 1            | 4 et 17 décembre 1997 |   |        |        |        |  |
|  | CSD Colo Colo         | 1              | 0            |                       |   |        |        |        |  |
|  | CSD Colo Colo         | 1              | 0            | São Paulo FC          | 0 | 1      |        |        |  |
|  | 5 et 26 novembre 1997 |                |              | São Paulo FC          | 0 | 1      |        |        |  |
|  |                       | CA River Plate | 0            | 2                     |   |        |        |        |  |
|  | CA River Plate        | CA River Plate | 0            | 2                     | 2 | 1      |        |        |  |
|  | CA River Plate        |                |              |                       | 2 | 1      |        |        |  |
|  | Atlético Nacional     | 0              | 2            |                       |   |        |        |        |  |